# Oas-Feste
Die Oas-Feste, seltener auch Station Oas, war eine Festung der Schutztruppe auf Farm Oas im Osten Deutsch-Südwestafrikas, dem heutigen Namibia. Diese war zum Schutz der Wasserstelle und Handelswege sowie Grenzsicherung (ab 1897) zum Betschuanaland am Oas östlich von Gobabis errichtet worden.
Sie wurde im Aufstand der Herero und Nama Anfang des 20. Jahrhunderts mehrfach unter Herero-Anführer Jakobus Morenga angegriffen, u a. im Gefecht von Oas im September 1905.